# Brändholmen, Borgå
Brändholmen är en ö i Finland. Den ligger i Finska viken och i kommunen Borgå i landskapet Nyland, i den södra delen av landet. Ön ligger omkring 51 kilometer öster om Helsingfors.
Öns area är 1,7 hektar och dess största längd är 210 meter i sydväst-nordöstlig riktning.